# Vital Celen

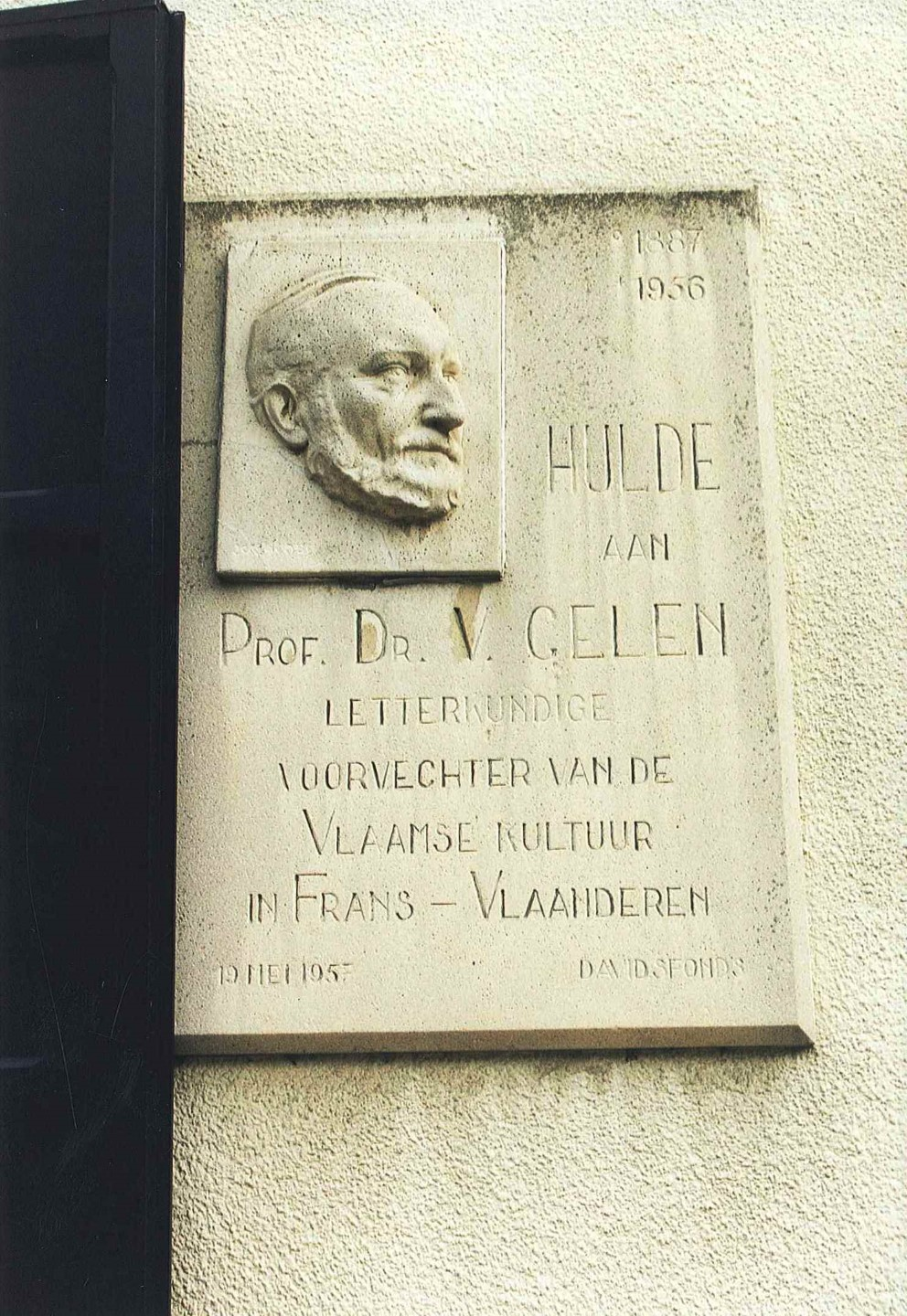
Huldeplaat aan Celens geboortehuis in Hulshout

Frans Jozef Vital Celen (Hulshout, 9 februari 1887 - Antwerpen, 8 september 1956) was een Belgisch hoogleraar, taalkundige en promotor van de contacten tussen Vlaanderen en Frans-Vlaanderen. Hij deed de belangstelling voor deze streek opleven en ijverde voor de ondersteuning van acties ten gunste van de Vlamingen en de Vlaamse cultuur in Frans-Vlaanderen.

## Levensloop
Celen behoorde tot een familie die verschillende burgemeesters telde. Hij liep school in het college van Aarschot en promoveerde tot doctor in de Germaanse filologie aan de Katholieke Universiteit Leuven. Hij werd leraar en gaf les in Doornik, Brussel en Antwerpen. In 1932 werd hij leraar Nederlands aan de Handelshogeschool en in 1938 werd hij docent Nederlandse letterkunde aan de Koloniale Hogeschool in Antwerpen.
De belangstelling die Celen koesterde voor Michiel de Swaen bracht hem vanaf 1912 in contact met Frans-Vlaanderen. Hij sloot vriendschap met Camille Looten, met Jean-Marie Gantois en met bestuursleden van het Comité flamand de France. Hij publiceerde ook, met de steun van Camille Huysmans en Maurits Sabbe, de volledige werken van Michiel de Swaen (1927-1934).
Hij werd hierdoor een pionier van de Vlaamse actie in Frans-Vlaanderen en publiceerde studies over de literatuur, de taal en de Vlaamse Beweging in Frans-Vlaanderen. Tijdens zijn ontelbare voordrachten verwekte hij een nieuw enthousiasme in Vlaanderen ten gunste van de Nederlandstalige tradities in Frans-Vlaanderen. Zijn invloed leidde in 1948 tot de stichting in Waregem van een Comité Frans-Vlaanderen en tot het organiseren van Frans-Vlaamse Cultuurdagen in Waregem en Hulst. Hij introduceerde in Vlaanderen de Frans-Vlaamse dichter Emmanuel Looten, van wie hij een aantal gedichten vertaalde en over wij hij verschillende artikels schreef.

## Publicaties
- Fransch-Vlaanderen. Letterkundige betrekkingen met Vlaanderen. Herleving van het nationaliteitsgevoel, 1933.
- Zoo schrijven de Fransch-Vlamingen, 1943.
- Frans-Vlaanderen in woord en beeld, 1948.
- Het Nederlands in Duinkerke door de eeuwen heen, 1951.
- Stemmen van trouw uit Frans-Vlaanderen, 1954.
- Schets van de ontwikkeling van de moderne poëzie, 1955.
- Nagelaten gedichten en opstellen van Dr. Stan Serneels.
- Onze mirakelspelen.

Onder de dichtbundels en verhalen door Celen zijn te vermelden:
- Het licht was gouden, 1948.
- Kalverliefde, 1929.
- t Pastoorke van Vossendonck, 1929.
- In de tover der stad, 1958.
- Nagelaten gedichten, 1958.